# Koninklijke Erepenning
De Koninklijke Erepenning is een Nederlandse onderscheiding voor verenigingen, instellingen en stichtingen.
De onderscheiding is in 1965 ingesteld door koningin Juliana en is bedoeld voor verenigingen en stichtingen die minimaal 50 jaar bestaan. Uitreiking vindt alleen plaats bij het 50-jarig jubileum of een veelvoud van 25 jaar daarbij. De penning kan door de vereniging zelf worden aangevraagd bij de burgemeester van de vestigingsplaats. Deze speelt de aanvraag door naar de commissaris van de Koning die advies inwint en een voorstel aan de koning doet.

## Criteria
- De vereniging of instelling dient, behoudens in zeer bijzondere gevallen, ten minste 50 jaar te hebben bestaan, of een veelvoud van 25 jaar.
- De activiteiten moeten van filantropische, wetenschappelijke, culturele, sportieve of maatschappelijke aard zijn.
- De verspreiding van politieke, commerciële, religieuze of levensbeschouwelijke opvattingen mag niet het doel zijn van de aanvrager
- De aanvrager mag geen bond of overkoepeling van meerdere individuele verenigingen of instellingen zijn.
- De aanvrager moet wat betreft aard, omvang en soliditeit in aanzien staan en dient tussen soortgelijke gemeentelijke, regionale of landelijke verenigingen een algemeen erkende plaats in te nemen. De vereniging of instelling moet zich ook op haar terrein hebben onderscheiden.
- Zowel de aanvrager als de bestuursleden moeten te goeder naam en faam bekendstaan.

Doorlooptijd van een aanvraag is ongeveer een half jaar.

## België
De Koninklijke Erepenning is vergelijkbaar met het predicaat Koninklijk in België waar verenigingen, instellingen en stichtingen dit kunnen aanvragen bij het vijftigjarig bestaan.